# Симонова, Ольга Алексеевна
О́льга Алексе́евна Си́монова (26 ноября 1938, Орджоникидзе — 10 сентября 2013, Киров) — советская и российская театральная актриса и режиссёр, народная артистка РСФСР.

## Биография
Ольга Симонова родилась 26 ноября 1938 года в городе Орджоникидзе (ныне Владикавказ) в театральной семье. В 1956 году окончила среднюю школу № 29 в городе Киров, в 1961 году — Кировский государственный педагогический институт им. В. И. Ленина. Работала учителем математики в средней школе № 16 в городе Киров. Позже поступила и окончила ГИТИС им. А. В. Луначарского.
С 1964 года начала играть в Кировском областном театре юного зрителя им. Н. Островского, где проработала почти 40 лет. В театре исполнила более 70 ролей. В 1985—2001 годах работала директором театра и одновременно в 1984—2000 годах — режиссёром. В качестве режиссёра-постановщика поставила 13 спектаклей как для детей, так и для взрослого зрителя.
После ухода из театра в 2001 году занималась общественной работой: являлась заместителем Председателя правления Кировского отделения СТД Российской Федерации, членом комитета по культуре Общественной палаты Кировской области.
Умерла 10 сентября 2013 года.

## Творчество

### Актриса
- «Горе от ума» (А. Грибоедов) — Софья
- «Гамлет» (У. Шекспир) — Офелия
- «Бесприданница» (А. Островский) — Огудалова
- «Снегурочка» (А. Островский) — Весна
- «Мамаша Кураж и её дети» (Б. Брехт) — Мамаша Кураж
- «Бесы» (по Ф. Достоевскому) — Варвара Ставрогина
- «Дон Кихот» (М. Булгаков) — Ключница
- «Сотворившая чудо» (У. Гибсон) — Кэт
- «Ночь перед Рождеством» (Н. Гоголь) — царица Екатерина Великая

### Режиссёр-постановщик
- «Пари» (А. Баранов)
- «Принцесса на горошине» (по Г. Х. Андерсену)
- «Понедельник после чуда» (У. Гибсон)
- «Грибной переполох» (В. Даувальдер)
- «Юбилей» (А. Чехов)
- «Средство Макропулоса» (К. Чапек)
- «Белоснежка и семь гномов» (Л. Устинов и О. Табакова)

## Награды
- Заслуженная артистка РСФСР (1974).
- Народный артист РСФСР (1986).
- Орден Почёта (13.06.1996)
- Дипломы и благодарности ЦК профсоюза работников культуры, Департамента культуры.
- Почётный диплом редколлегии журнала «Советская женщина».
- Диплом Малого театра СССР.
- Знак «Отличник культуры».
- В 1996 году в связи с 60-летием со дня рождения и 35-летием творческой деятельности актриса была награждена Почётными грамотами Администрации Кировской области, Администрации города Кирова, Администрации Первомайского района города Кирова.